# Tomasz Grysa
Tomasz Krzysztof Grysa (Poznań, 16 ottobre 1970) è un arcivescovo cattolico e diplomatico polacco al servizio della Santa Sede.

## Biografia
È nato a Poznań, sede arcivescovile nel voivodato della Grande Polonia, il 16 ottobre 1970 dal professor Krzysztof Grysa, vicerettore del Politecnico della Santacroce in Kielce.

### Ministero presbiterale
Laureato in diritto canonico presso la Pontificia Università Gregoriana e completata la formazione spirituale presso il seminario teologico arcivescovile in Poznań, è stato ordinato presbitero per l'arcidiocesi di Poznań il 25 maggio 1995, presso la cattedrale dei Santi Pietro e Paolo, dall'ordinario diocesano Jerzy Stroba. 
Dopo aver studiato presso la pontificia accademia ecclesiastica dal 1997 al 2001, è entrato nel servizio diplomatico della Santa Sede il 1º luglio 2001 e ha prestato servizio come segretario nelle seguenti rappresentanze pontificie: Federazione Russa (2001-2003), India e Nepal (2003-2008), Belgio (2008-2011), Messico (2011-2013).
Dal 2013 al 2016 è stato consigliere di nunziatura in Brasile, mentre dal 2016 al 2019 presso la nunziatura apostolica negli Stati Uniti d'America. Infine, fino alla nomina episcopale, è stato primo consigliere presso la nunziatura apostolica a Gerusalemme.

### Ministero episcopale
Il 27 settembre 2022 papa Francesco lo ha nominato arcivescovo titolare di Rubicon, nunzio apostolico in Madagascar e delegato apostolico nelle Comore. Ha ricevuto l'ordinazione episcopale il 1 novembre successivo a Poznań, presso la cattedrale dei Santi Pietro e Paolo, dal cardinale Pietro Parolin, segretario di Stato della Santa Sede, co-consacranti Stanisław Gądecki, arcivescovo metropolita di Poznań, e Marek Jędraszewski, arcivescovo metropolita di Cracovia. 
Il 1º gennaio 2023 è arrivato ad Antananarivo, dove è stato accolto da Marie Fabien Raharilamboniaina, vescovo di Morondava e presidente della Conferenza Episcopale del Madagascar. Il 10 gennaio successivo, presso la sede del ministero degli affari esteri, ha consegnato la copia delle lettere credenziali al ministro ad interim Léon Jean Richard Rakotonirina, mentre il 18 gennaio le ha presentate ad Andry Rajoelina, presidente del Madagascar, presso il palazzo presidenziale di Iavoloha.
Il 9 febbraio 2023 lo stesso pontefice lo ha nominato anche nunzio apostolico nelle Seychelles e il 21 marzo successivo nunzio a Mauritius.
Oltre al polacco, parla francese, italiano, portoghese, russo, spagnolo ed inglese.

## Genealogia episcopale e successione apostolica
- Cardinale Scipione Rebiba
- Cardinale Giulio Antonio Santori
- Cardinale Girolamo Bernerio, O.P.
- Arcivescovo Galeazzo Sanvitale
- Cardinale Ludovico Ludovisi
- Cardinale Luigi Caetani
- Cardinale Ulderico Carpegna
- Cardinale Paluzzo Paluzzi Altieri degli Albertoni
- Papa Benedetto XIII
- Papa Benedetto XIV
- Papa Clemente XIII
- Cardinale Bernardino Giraud
- Cardinale Alessandro Mattei
- Cardinale Pietro Francesco Galleffi
- Cardinale Giacomo Filippo Fransoni
- Cardinale Antonio Saverio De Luca
- Arcivescovo Gregor Leonhard Andreas von Scherr, O.S.B.
- Arcivescovo Friedrich von Schreiber
- Arcivescovo Franz Joseph von Stein
- Arcivescovo Joseph von Schork
- Vescovo Ferdinand von Schlör
- Arcivescovo Johann Jakob von Hauck
- Vescovo Ludwig Sebastian
- Cardinale Joseph Wendel
- Arcivescovo Josef Schneider
- Vescovo Josef Stangl
- Papa Benedetto XVI
- Cardinale Pietro Parolin
- Arcivescovo Tomasz Grysa

La successione apostolica è:
- Vescovo Marek Ochlak, O.M.I. (2025)